# Moroha
Moroha (もろは?) es una de las tres protagonistas de la serie de anime Hanyo no Yashahime, secuela de la popular serie InuYasha, estrenada en octubre del año 2020. Se llama así misma "Beniyasha", es una Caza Recompensas y única hija del mitad demonio Inuyasha y la sacerdotisa humana Kagome.

## Información del personaje
Como su padre Inuyasha, Moroha no usa zapatos, tiene el pelo negro azulado, como su madre y su padre en su forma humana, lleva el cabello sujeto por una cinta roja. Su diseño sugiere que heredó la Túnica de la rata de fuego de su padre. Debido a la poca sangre demoníaca (solo un cuarto yokai), Moroha no muestra ningún rasgo demoníaco visible (ojos, cabello o colmillos normales) aparte de caninos, garras y su poder demoníaco ligeramente agrandados que, aunque es lo suficientemente fuerte como para matar demonios, es probable que aún sea menor al de su padre.
Aunque tiene una personalidad alegre como su madre, Moroha tiene un temperamento peligroso, heredado de su padre. Con esto puede ser impulsiva y atacar sin pensar, lo que puede dejarla abierta al ataque de un enemigo.

## Historia
Es una cazarrecompensas que mata demonios y vende sus partes a otros cazadores de demonios, presumiblemente para que puedan hacer armas y armaduras con ellos. Empuña la espada yōkai Kurikaramaru y es conocida como "Moroha la asesina de monstruos" (bake-goroshi no Moroha).
Moroha sabe muy poco de sus padres ya que ha vivido sola desde muy pequeña. Inuyasha y Kagome se tuvieron que separar de ella cuando Kirinmaru despertó y decidió ir detrás de las hijas gemelas de Sesshomaru, de Inuyasha y de Moroha, todo debido a que la perla de Shikon dejó una profecía sobre cómo sería asesinado: lo mataría un ser que no es ni humano ni demonio. Kirinmaru antes de desaparecer. Sesshomaru los selló en la nueva perla negra que Inuyasha obtuvo del hijo de Hosenki para protegerlos y es presumible que no han podido salir de ahí desde entonces
Para ser protegida, sus padres la mandan a la tribu de Koga cuando aún es un bebé para evitar que sea asesinada por Kirinmaru. Allí crece hasta los 8 años, cuando Koga manda a Yawaragi, una mujer de su tribu, que la entrene. Tras tres años juntas, Yawaragi vende a Moroha para poder conseguir la llave de la armadura que lleva puesta, la cual está maldita y amenaza con acabar con su vida. Al final Yawaragi pierde la vida a manos de la propia Moroha por culpa de Konton, que había engañado a Yawaragi prometiéndole la llave.
Aunque es muy alegre y de buenos sentimientos, tiende a volverse salvaje al pintar su rostro con una pintura roja que siempre lleva consigo. Suele apodarse Beniyasha (朱夜叉  lit. demonio carmesí?) cuando esto sucede.